# SES Tlmače
SES Tlmače (von slowakisch Slovenské energetické strojárne) ist ein slowakischer Anlagenbauer im Besitz der J&T-Gruppe von Patrik Tkáč. Das Unternehmen produziert Dampfkessel und Rauchgasreinigungsanlagen für Kraftwerke.
SES Tlmače wurde 1958 als Zweigwerk des Závody S. M. Kirova (Levice) errichtet. Von 1969 bis 1990 war es Teil des Škoda-Konzerns. 1992 wurde das Unternehmen privatisiert.
SES war u. a. den Kraftwerken Soma, Nováky und Vojany beteiligt. Derzeit modernisiert das Unternehmen z. B. das Kraftwerk Mariel auf Kuba.